# Kocioł parowy

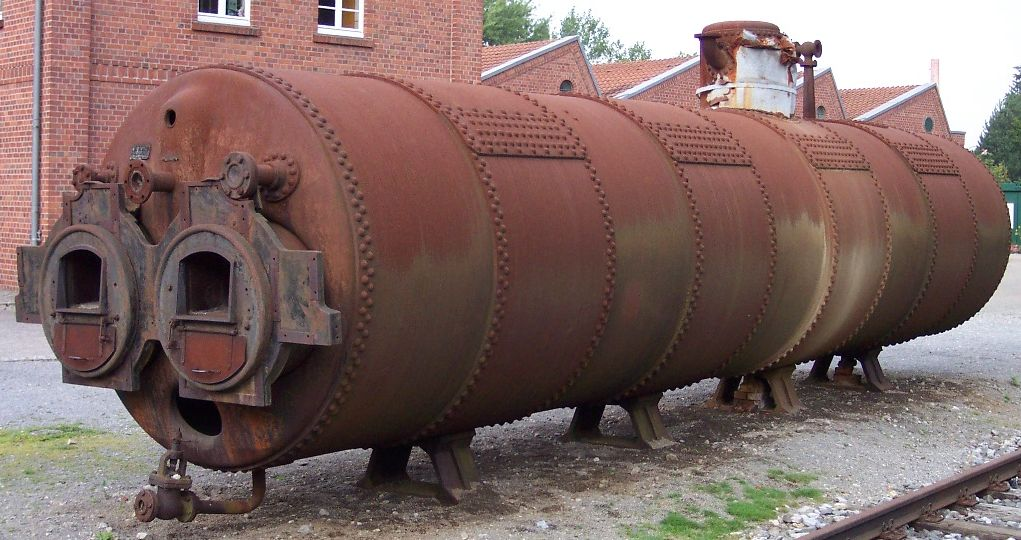
Kocioł płomienicowy

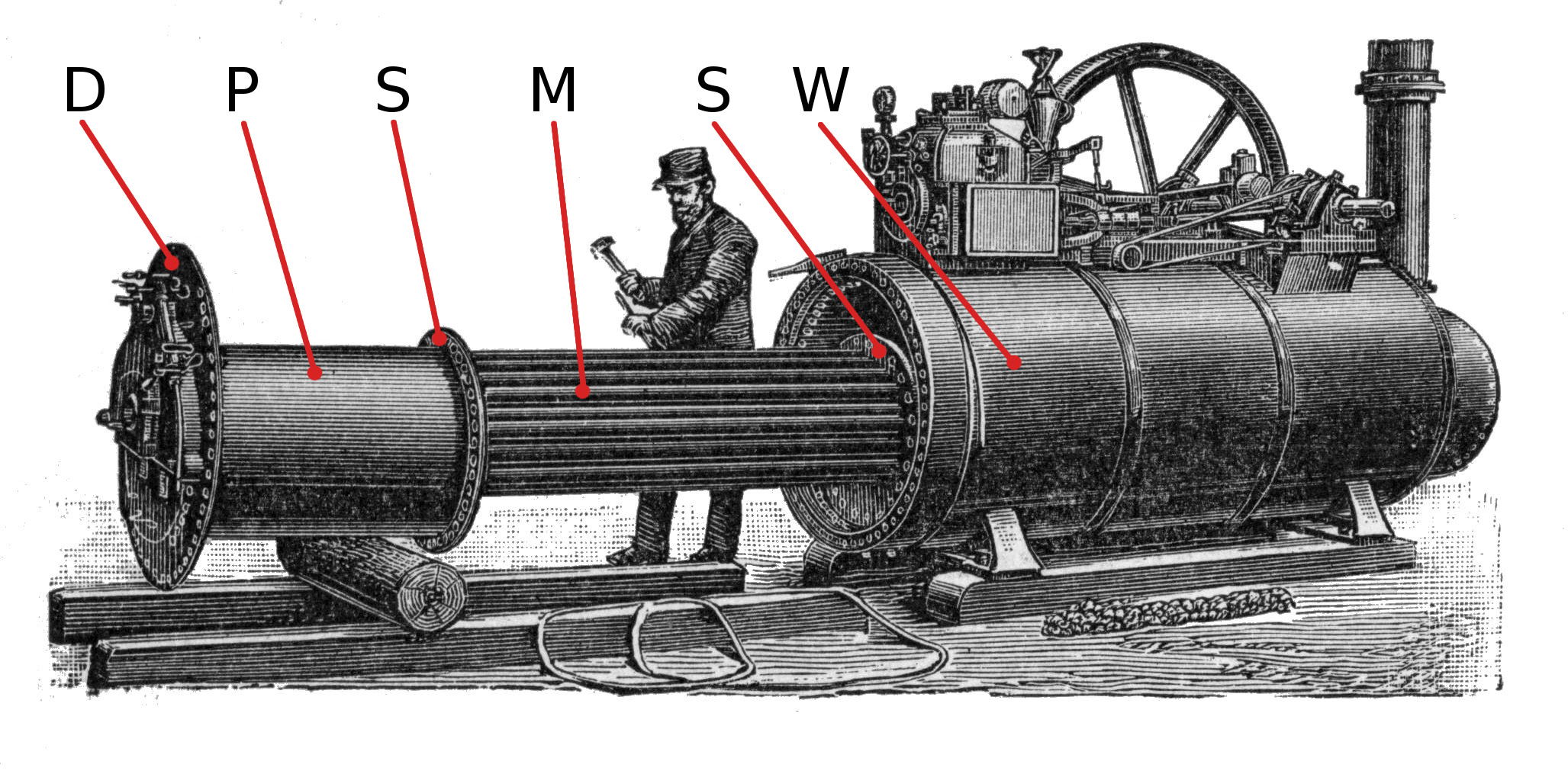
Kocioł lokomobilowy

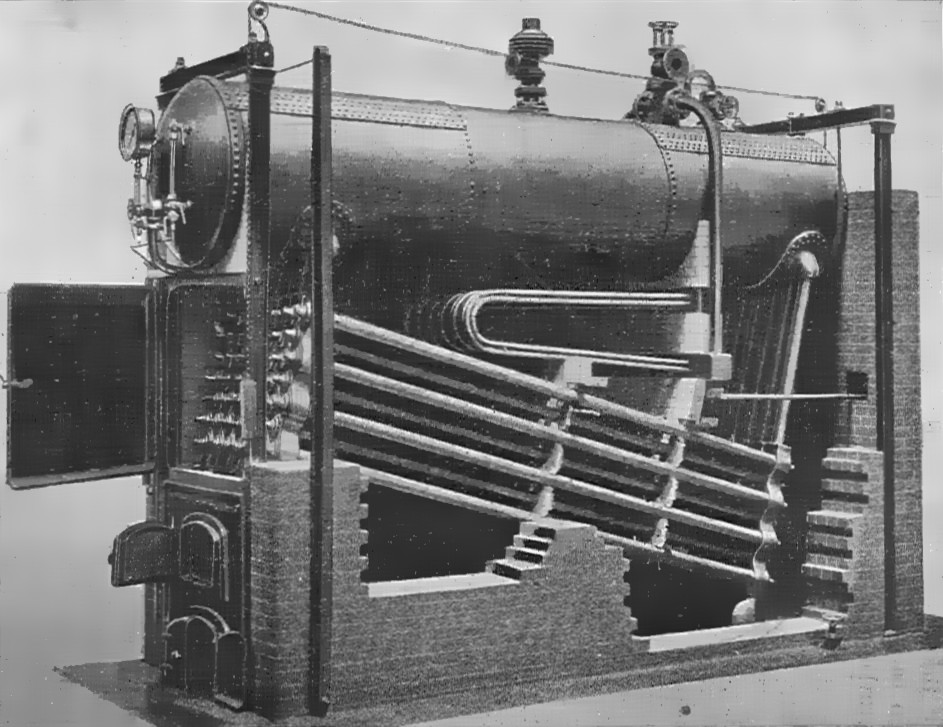
Kocioł skośnorurowy

Okrętowy kocioł stromorurowy typu Yarrow

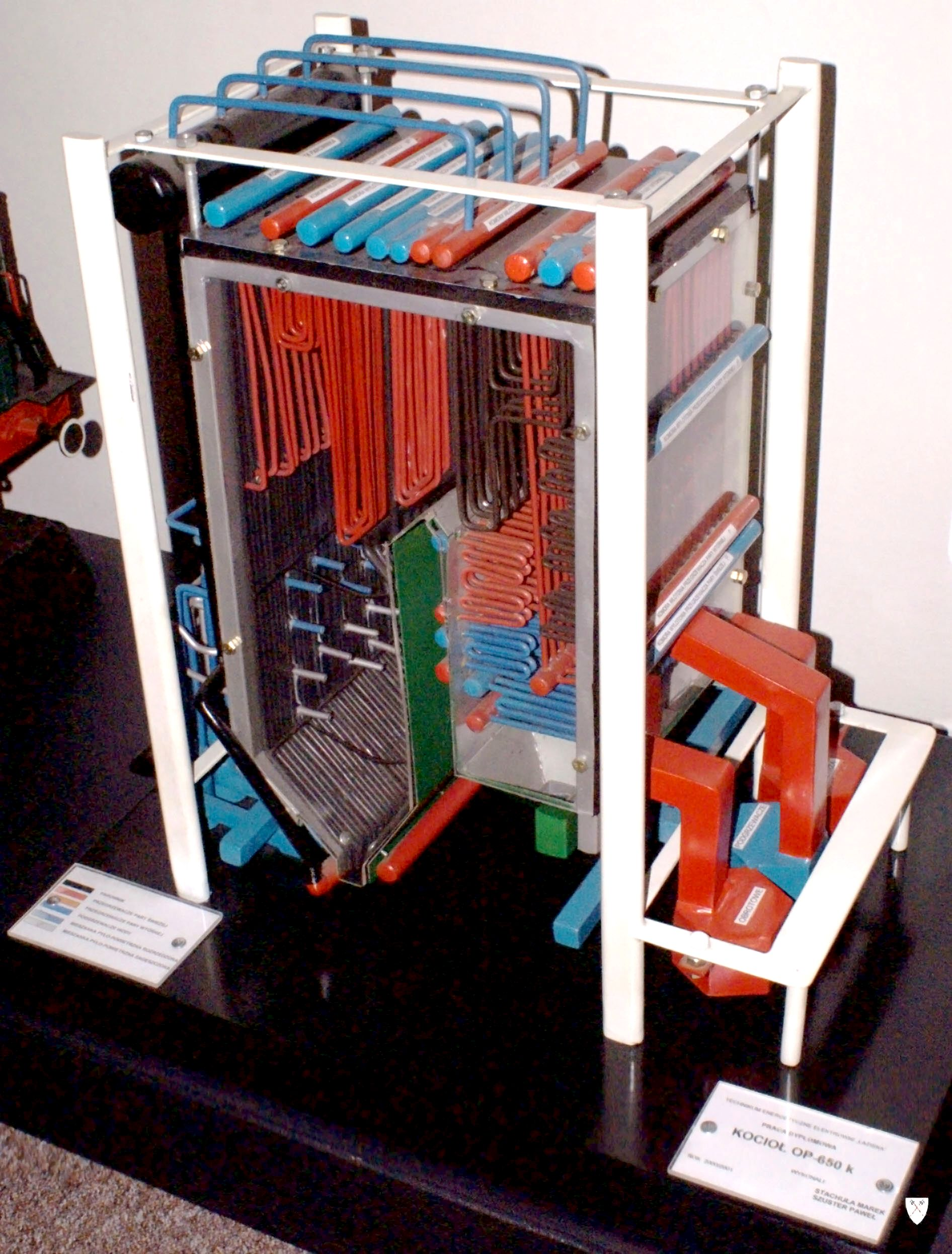
Energetyczny kocioł OP-650k opalany pyłem węglowym

Kocioł parowy – urządzenie do wytwarzania pary, przy wykorzystaniu spalania (w przeciwieństwie do wytwornicy pary).
Za wynalazcę kotła parowego, jako oddzielnego urządzenia, uważa się Denisa Papina, który w 1681 przedstawił "kociołek Papina" będący pierwowzorem autoklawu i szybkowaru. Zastosował w nim wynaleziony przez siebie zawór bezpieczeństwa. Datę wynalazku przyjęto umownie bowiem już w starożytności istniały podobne rozwiązania. W najbardziej znanym element wytwarzający parę był połączony z mechanizmem otwierania drzwi świątyni ok. 120 p.n.e. Połączeniem kotła parowego i turbiny parowej była też bania Herona z 140 p.n.e.

## Podstawowe parametry
- wydatek pary
- ciśnienie
- temperatura pary
- sprawność

## Podstawowe elementy kotła
- palenisko
- parownik
- po-wo (podgrzewacz wody)
- po-pow (podgrzewacz powietrza)
- przegrzewacz pary
- walczak

## Osprzęt kotła
Energetyczny kocioł parowy wymaga wielu urządzeń dodatkowych:
- Pompa wody zasilającej, bez niej kocioł nie dałby rady produkować pary pod żądanym ciśnieniem
- wentylator ciągu i podmuchu (często stosuje się ich kilka, aby można było regulować obciążenie kotła)
- Automatyka kontroli poziomu wody w walczaku. Za niski poziom będzie powodował, że do dalszej części kotła – przegrzewacza – będzie dostawać się za mała ilość pary, co skończy się przepaleniem się rur przegrzewacza. Za wysoki poziom spowoduje, że do przegrzewacza będą porywane kropelki wody a to z kolei spowoduje szok termiczny i możliwość powstawania pęknięć i wypaczeń rur.
- Armatura do odpieniania i odszlamiania kotła.
- Układy regulacji temperatury pary poprzez kontrolowany wtrysk wody do przegrzewacza (stosuje się go w kilku miejscach przegrzewacza)
- Młyny węglowe, które mają za zadanie rozdrobnienie węgla do nawęglania na pył
- Instalacja rozpałkowa. Mogą to być palniki gazowe, mazutowe, lub zasilane olejem lekkim
- Parowe zdmuchiwacze żużlu. Zażużlenie powierzchni ogrzewalnych pogarsza warunki wymiany ciepła
- Walczak lub butla separacyjna
- Wymogi ochrony środowiska narzucają konieczność stosowania odpylania, odazotowania i odsiarczania spalin
- Odżużlanie a więc zbieranie, schładzanie i kruszenie żużla a następnie jego transport na składowisko.

## Podział ze względu na obieg wodno-parowy
- kotły obiegowe
  - kocioł walczakowy
  - kocioł bateryjny
  - kocioł płomienicowy
  - kocioł płomieniówkowy
  - kocioł płomienicowo-płomieniówkowy
    - kocioł lokomobilowy

  - kocioł opłomkowy (kocioł wodnorurowy)

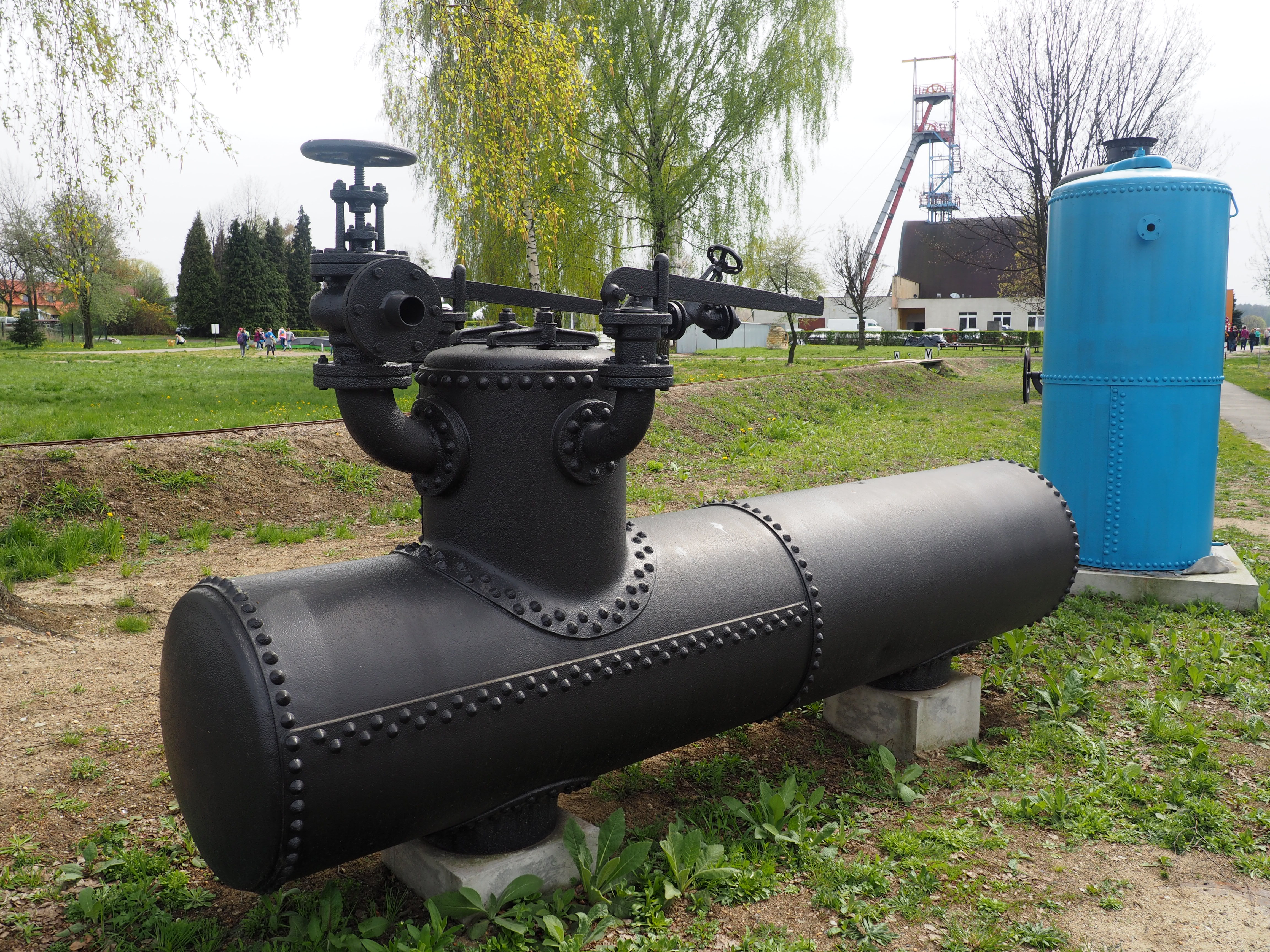
kocioł parowy.

    - kocioł skośnorurowy
      - kocioł komorowy
      - kocioł sekcyjny

    - kocioł stromorurowy np. Yarrow

  - kocioł kufrowy
  - kocioł lokomotywowy
  - kocioł z wymuszoną cyrkulacją
- kotły przepływowe (bezwalczakowe)
  - kocioł przepływowy Marka Bensona
  - kocioł przepływowy Ramzina
  - kocioł przepływowy Sulzera

## Podział ze względu na rodzaj paleniska
Podział ten dotyczy kotłów opalanych węglem, chociaż niektórzy uważają kotły olejowe i gazowe za kotły pyłowe.
- kotły z paleniskiem rusztowym
- kotły ze złożem fluidalnym (fluidyzacyjnym)
  - z warstwą stacjonarną
  - z warstwą cyrkulacyjną
- kotły pyłowe
  - z palnikami naściennymi
  - z palnikami narożnymi (tangencjalny)
- kotły odzyskowe lub odzysknicowe (utylizacyjne)

## Piecversuskocioł
Często kocioł centralnego ogrzewania lub kocioł parowy nazywane są nieprecyzyjnie piecem. W kotle energia cieplna akumulowana jest w wodzie lub parze wodnej a użyta do budowy kotła ceramika stanowi jedynie warstwę izolacyjną, podczas gdy, zgodnie z tradycyjną zduńską nomenklaturą, piec akumuluje ciepło tylko w ceramicznej konstrukcji.